# Acton (Indiana)
Acton ist ein kleiner Ort in der südöstlichen Ecke des Marion County in Indiana. Er ist ein Teil der Stadt Indianapolis. Der Ort wurde nach einem General Acton benannt.

## Ehemalige Namen
Acton hieß bis 1854 Farmersville. Im Jahr 1854 wurde sie dann umbenannt, nachdem der U.S. postal service herausgefunden hatte, dass es bereits eine Stadt namens Farmersville im Posey County gab.

## Geschichte
Einst war Acton eine umtriebige Stadt. Zu damaligen Zeiten gab es einen Schmied, eine Apotheke, eine Bank, ein Telefonamt, zwei Lebensmittelläden, ein Lokschuppen, ein Postamt, eine Schule, drei Kirchen, drei Tankstellen, ein Autoverkäufer und sogar zwei Getreideheber.
Einer der Lebensmittelläden war das Knights of Pythias Gebäude, das sich in der Exchange Street befand. Es lag neben den Eisenbahnschienen. Allerdings wurde es bei einem Feuer 1962 zerstört. Ein neues Gebäude wurde 1967 gebaut. Der zweite Laden wird nicht länger genutzt, steht aber noch an der Ecke Swails Street - McGregor Road.
Die Schmiede war in Besitz von Virgil Russell, der 1970 vom Schmieden zurücktrat und den Laden 1977 an Clifford A. (Cookie) Kight verkaufte. Bis heute ist der Laden als Cookies Auto Body Shop bekannt.
Die Getreideheber wurden ebenfalls während des Feuers zerstört (1973–74). Auf dem ehemaligen Standort befindet sich heute eine Autowerkstatt.
Die Apotheke befand sich an der Ecke Swails Street - House Street. Dieser Bereich brannte 1946 ebenfalls ab und wurde nicht wieder aufgebaut. Er befand sich vor dem ehemaligen U.S. Post office Gebäude, welches sich in der Exchange Street befand.
Der ehemalige Autoverkäufer steht heute noch und wird momentan als Doug McKinney's tree service genutzt.
Die Acton state bank war neben dem Postamt gelegen. 1924 wurde es von drei bewaffneten Männer überfallen, die mit 3000 $ entkamen und nie gefasst wurden. Der damalige Banker war Ben McCollumn. Im Jahr 1934 schloss die Bank ihre Pforten und das Gebäude wurde als Waffenladen und als Restaurant verwendet.
Es gab drei Tankstellen in Acton. Eine war an der Ecke Exchange Street - Mc Gregor Road. Eine weitere war an der Ecke Acton Road - Virgil Street. Die dritte ist heute noch vorhanden, an der Ecke Swails Street - Acton Road.  Seit 1982 ist sie im Besitz von Mike Walker.
Von den drei ehemaligen Kirchen in Acton ist nur noch eine heute als Kirche in Betrieb. Die Acton Täuferkirche befindet sich seit 1866 in der Exchange Street. Da die Kirche 1927 zerstört wurde, wurde das Gebäude 1929 wiederaufgebaut. Im Jahr 1962 wurde die „Judson Hall“ hinzugefügt.
Von 1875 bis zum heutigen Tag befindet sich die Schule am gleichen Platz. Das Originalgebäude war ein einstöckiges Haus. Bis 1912 wurde es benutzt, weil dann eine neue Schule mit zwei Etagen gebaut wurde. Diese wurde bis 1965 benutzt. 1972 wurde neue Klassenräume und eine Bibliothek hinzugefügt.
Im März 1986 fegte ein Tornado über Acton hinweg und verursachte viel Schaden. Obwohl viele Gebäude über 100 Jahre alt sind, haben sie den Sturm überstanden.
Acton wurde immer als ländliche Gegend bezeichnet, aber seit 2004 gibt es eine neue Wohngegend im westlichen Rand Actons. Sie befindet sich zwischen der Maze Road und der Exchange Street.

## Persönlichkeiten
- Marjorie Main (1890–1975), US-amerikanische Schauspielerin